# Micralarctia
Micralarctia is een geslacht van vlinders van de familie spinneruilen (Erebidae), uit de onderfamilie Arctiinae.

## Soorten
- M. australis Watson, 1988
- M. punctulata (Wallengren, 1860)
- M. semipura (Bartel, 1903)
- M. tolgoeti Watson, 1988
- M. toulgoeti Watson, 1988